# Achille Tarallo
Achille Tarallo è un film del 2018 diretto da Antonio Capuano.

## Trama
Achille è un autista napoletano che sogna di diventare un cantante e un giorno due suoi amici decidono di cambiargli la vita.